# Божество японського Нового року
Здавна відомо кілька імен божества Нового року. Часто новорічне божество називали Тосітокудзіі, дослівно «Бог Благодійник року»,  Тосіґамі, «Дух або Бог року» або «О-сьогацу-сама», дослівно «Пан перший місяць». На відміну від «О-сьогацу-сама», Тосітокудзіі та Тосіґамі сприймалися як офіційні божества, пов'язані з місцевим храмом.  «О-сьогацу-сама»  був тим самим новорічним божеством, який як символ радості і достатку, входив у кожен японський будинок. Цю відмінність демонстрували і народні пісні, в яких згадувалося лише божество на ім'я о-сьогацу-сама. Це ж відзначається і в етнографічних роботах, образ цього божества можна уявити вкрай умовно, так як  у фольклорних етнографічних джерелах він не постає антропоморфною істотою, основою опису його зовнішності є атрибути. Потрібно відзначити, що в порівнянні з іншими сільськогосподарськими божествами, його атрибути дано більш детально. В селянському побуті «Бог Нового року» був пов'язаний з багатим урожаєм, благополуччям у наступному році,  із достатком рису.

В селянському побуті Бог Нового року був пов'язаний з багатим урожаєм і благополуччям у наступному році, з достатком рису, тому говорили про нього як про Бога Нового року, в якого вселилася душа рису. Селяни вірили, що зроблений із свіжої соломи «Бог Нового року» принесе багатий урожай та щастя. «Бог Нового року» поставав у вигляді чотирьох в'язанок з свіжої соломи, три з яких встановлювали на поличці, а четверту підвішували над ними. По обидві сторони ставили гілочки вічнозелених рослин «сакакі», а спереді, на білому папері, розкладали рисові коржики і вивішували свиток з новорічними побажаннями. Так уявляли основні реалії «Бога Нового року» селяни префектури Акіта. Однак у такому описі  «O-сьогацу-сама» не було багатьох атрибутів, які згадувалися в календарно-обрядних піснях, наприклад,  в пісні префектури Фукусіма, зафіксовано досить рідкісний опис цього божества.
|                   | Бог Нового року До якого місця дійшов? Прикріпивши листя папороті, до солом'яного плаща. Одягненого в пір'я журавля, Кадомацу тримає як палицю, На сосні, що росте біля храму, Ночує. |
| — (Накаї Кодзіро) | |

Текст даної пісні свідчить про те, що атрибути цього божества були ідентичні атрибутам традиційного японського Нового року, які мали давню історію і строго визначену символіку. Папороть з давніх-давен символізувала чистоту і плідність, її клали на домашній вівтар між коржами «моті», вона була також обов'язковою частиною до кадомацу та інших новорічних прикрас. Кадомацу, дослівно «сосна біля воріт»,  необхідна частина новорічної атрибутики, яка складалася з гілок сосни і бамбука, що уособлюють стійкість і справедливість.  Нерідко коли використовували солом'яний джгут — «оберіг від нещасть», мандарин — символ довгожительства, водорості— символ щастя. Згідно з піснями, у префектурі Фукусіма «Бог Нового року» з'являвся з луком і стрілами на боці, граючи в волан. З давніх-давен гра в волан була відома в Японії, як новорічна гра дівчат і молодих жінок. Не виключено, що у японців вона була пов'язана з солярним культом.

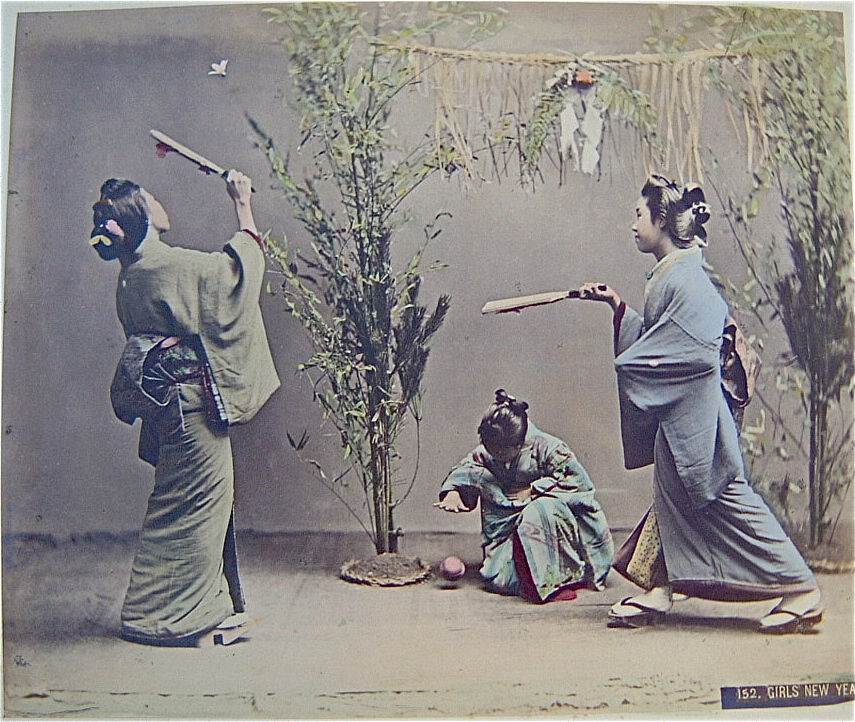
Новорічна гра в волан
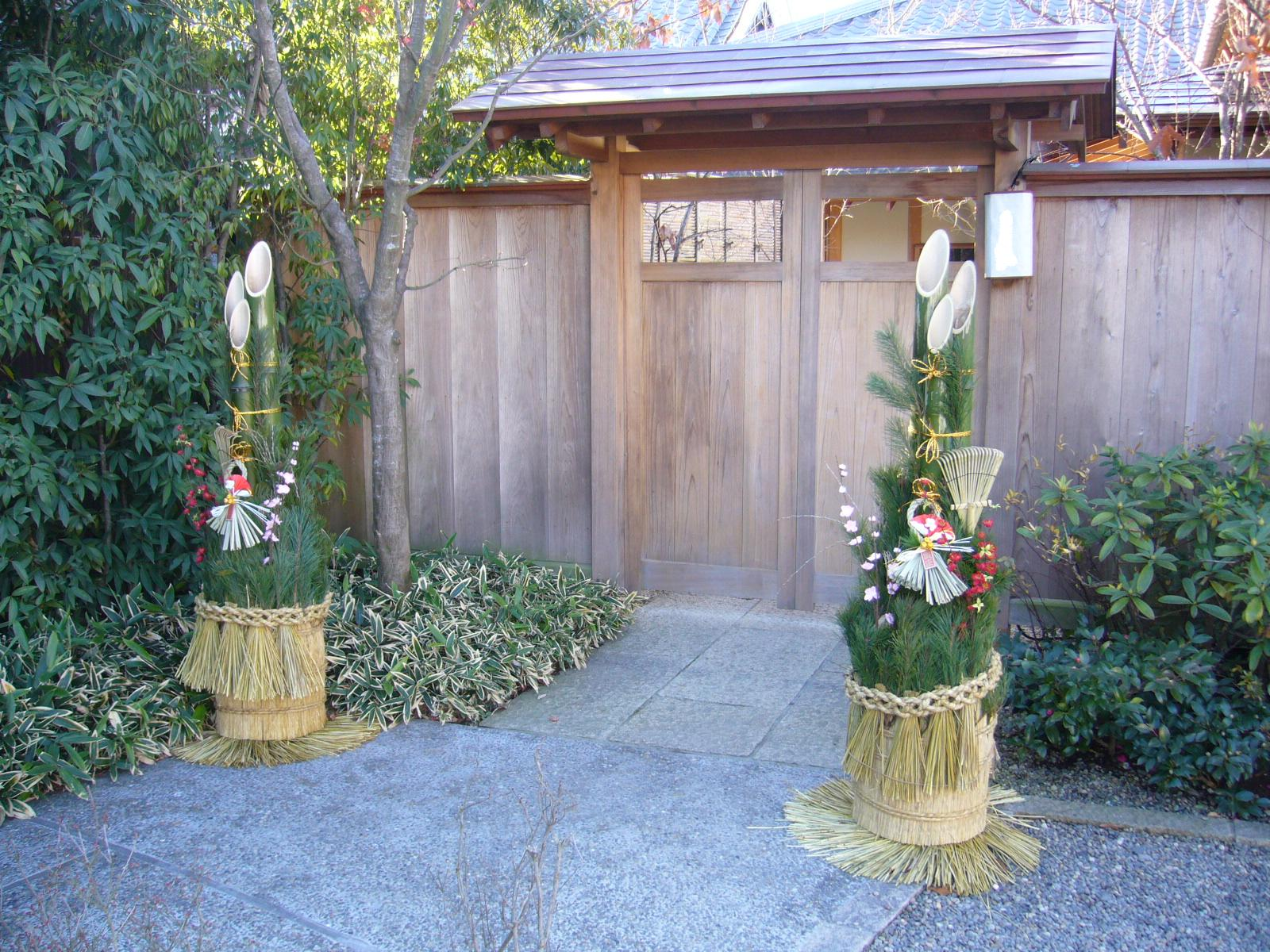
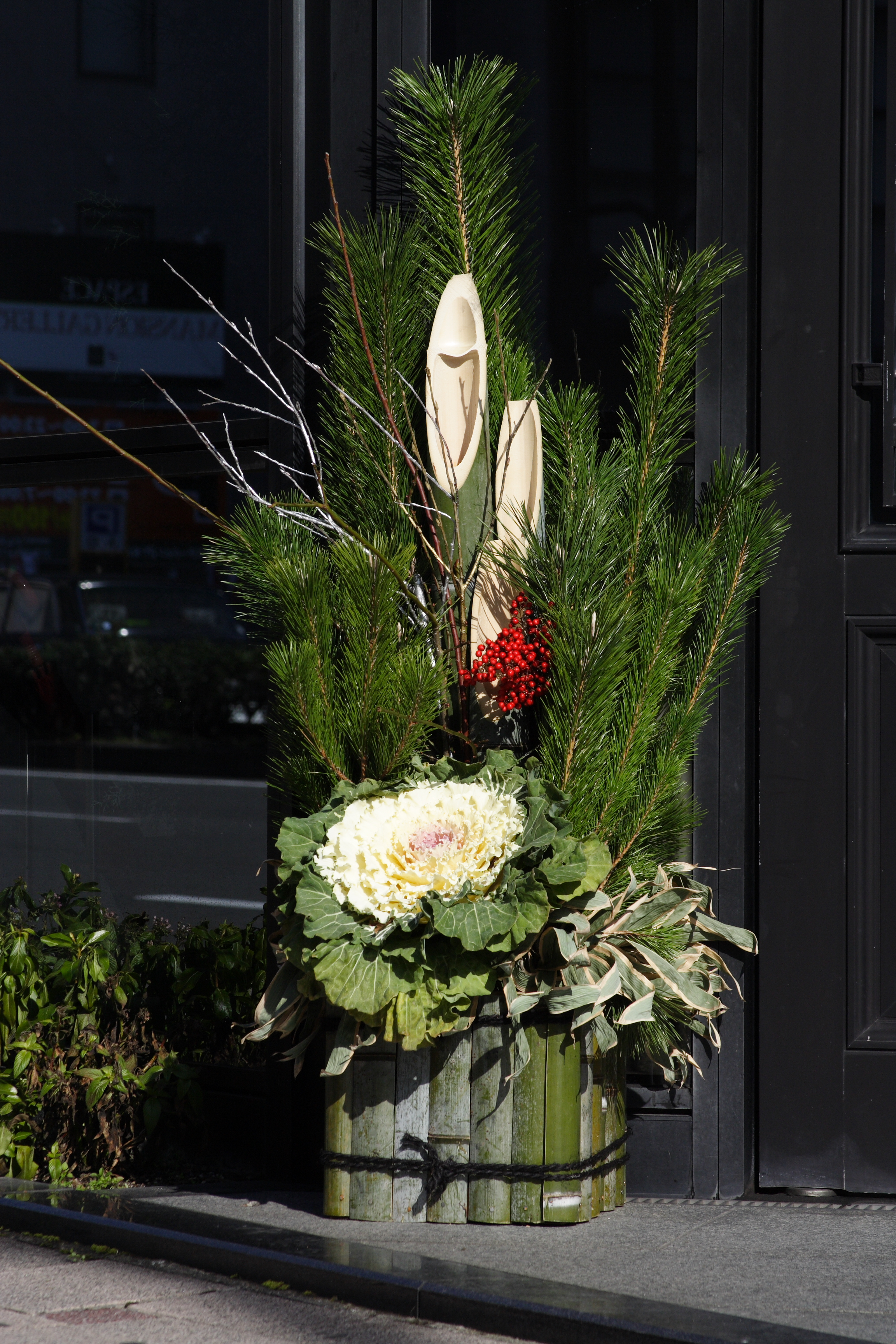

Японці вважали, що «Бог Нового року» приходить у будинок у новорічну ніч, на світанку, а йде вранці п'ятнадцятого дня. На 13 день сільська молодь будувала пташиний будиночок «торігоя», де збиралися діти і відзначали свято Нового року, а також виконували пісні гоніння птахів «торіой ута». Вдосвіта 15 дня пташиний будиночок підпалювали і «Бог Нового року» під крики «Бог Нового року, до наступного року» перетворювався на попіл і вогонь. Свято проводів «Бога Нового року» називався «Тондо» і  відмічався як «Свято вогню».